# Baltimore Ravens
Die Baltimore Ravens sind eine in Baltimore ansässige American-Football-Mannschaft, die in der National Football League (NFL) spielt.
Die Ravens spielen dort in der American Football Conference (AFC), in der Northern Division. Zu Ehren des in Baltimore gestorbenen Schriftstellers Edgar Allan Poe und seinem Werk The Raven (dt. „Der Rabe“) kam das Team zu seinem Namen. Die Maskottchen des Teams waren bis zum Ende der Saison 2008 die kostümierten Raben Edgar, Allan und Poe. Zur Saison 2009 wurden Edgar und Allan durch die lebenden Raben Rise und Conquer ersetzt.

## Geschichte
Die Geschichte der Baltimore Ravens begann in Cleveland unter dem Namen Cleveland Browns.

### 1995
Am 6. November 1995 gab der damalige Besitzer der Cleveland Browns, Art Modell, seine Absicht bekannt, zur Saison 1996 nach Baltimore umzuziehen.

### Saison 1996
Am 9. Februar 1996 bekamen die heutigen Ravens von der NFL die Auflage, das sogenannte Franchise zu ändern. Man entschied sich daraufhin für den Namen Baltimore Colts. Der Name wurde aber bereits früher von der Vorgängermannschaft der Indianapolis Colts benutzt.
Am 29. März 1996 wurde der neue Name „Baltimore Ravens“ in Anlehnung an Edgar Allan Poes Gedicht „The Raven“ aus dem Jahre 1845 gewählt. Bis zur endgültigen Namensfindung vergingen jedoch fast zwei Monate. Letztendlich waren es die Fans, die in einer Telefonumfrage aus drei Namen wählen konnten. Zur Auswahl standen Ravens, Americans und Marauders. Die Abstimmung wurde in Zusammenarbeit mit der Zeitung The Baltimore Sun durchgeführt und dauerte 24 Stunden. In diesen 24 Stunden ging eine Rekordanruferzahl von 33.748 Anrufen bei der Sun ein, davon entfielen 22.463 Anrufe auf den Namen Ravens.

### Saison 2000
In der Saison 2000 beendeten die Ravens die Regular Season mit einer Bilanz von 12 Siegen zu 4 Niederlagen. Der Defense der Ravens gelang in der Saison ein neuer NFL-Rekord, indem man nur 165 Punkte in 16 Spielen der Regular Season zuließ. Man erreichte zum ersten Mal die Play-offs. Da der Rivale in der Division, die Tennessee Titans, eine Bilanz von 13 Siegen zu 3 Niederlagen aufweisen konnte, musste man zunächst in den Wildcard Play-offs antreten. Im ersten Play-off-Spiel der Geschichte gewann man klar mit 21:3 gegen die Denver Broncos. Im folgenden Divisional Play-off musste man gegen die Tennessee Titans antreten und gewann am Ende mit 24:10. Es folgte das AFC Championship Game bei den Oakland Raiders um den Einzug in den Super Bowl. Die Ravens bezwangen Oakland mit 16:3. Der erste Einzug in die Play-offs führte das Team gleich in den Super Bowl XXXV nach Tampa Bay, wo man am 28. Januar 2001 auf die New York Giants traf. Die Mannschaft um Head Coach Brian Billick gewann, trotz ihres Status als Außenseiter, deutlich mit 34:7.

### Saison 2001

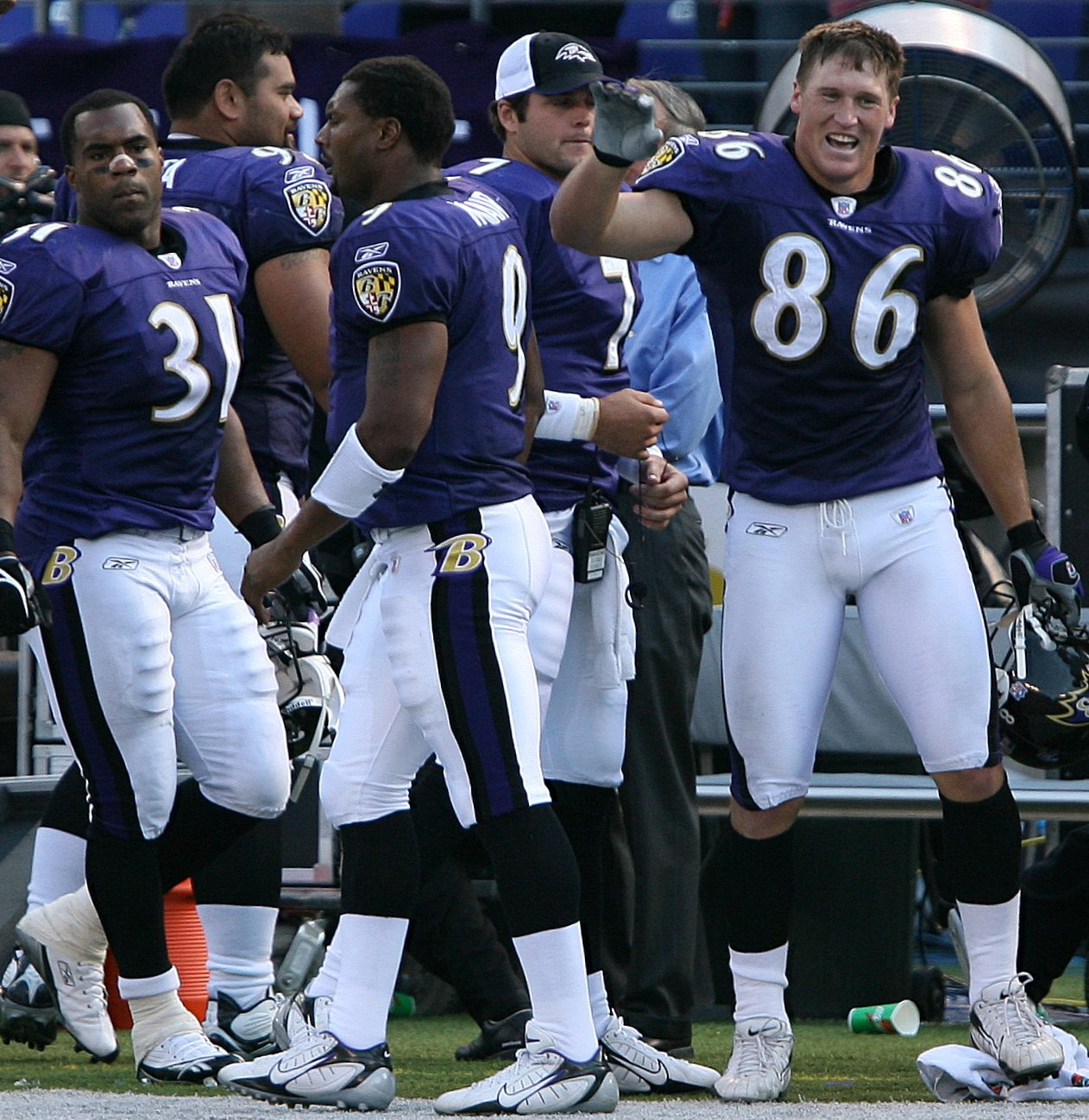
Runningback Jamal Lewis, Quarterback Steve McNair und Tight End Todd Heap im Oktober 2006

Die Saison 2001 war die sechste Saison der Ravens in der NFL. Als Sieger des Super Bowl XXXV startete man in die Saison. Jedoch stand die Saison unter keinem guten Stern, denn Runningback Jamal Lewis zog sich im Trainingslager eine schwere Knieverletzung zu und fiel die komplette Saison aus. Dieser Umstand schwächte das Laufspiel der Ravens erheblich. Nach der Regular Season stand trotzdem eine Bilanz von 10 Siegen und 6 Niederlagen zu Buche und man erreichte die Wildcard Play-offs. Hier konnte man sich mit 20:3 gegen die Miami Dolphins durchsetzen, unterlag jedoch in den Divisional Play-offs bei den Pittsburgh Steelers mit 27:10.

### Saison 2012
Die Saison 2012 begann mit einem Trauerfall, als der Gründer und Besitzer Art Modell wenige Tage vor Saisonbeginn verstarb. In der Regular Season erreichte man eine Bilanz von 10 Siegen und 6 Niederlagen und zog in die Wildcard Play-offs ein. Die Ravens besiegten die Indianapolis Colts mit 24:9. In der nächsten Runde, den Divisional Play-offs, traf man auf die Mannschaft der Denver Broncos und siegte nach Verlängerung mit 38:35. Am 20. Januar 2013 konnten sich die Ravens mit einem 28:13-Sieg gegen die New England Patriots im AFC Championship Game für den Super Bowl XLVII qualifizieren. Im Endspiel trafen sie am 3. Februar 2013 auf die San Francisco 49ers und konnten sich mit 34:31 durchsetzen. Der Quarterback der Ravens Joe Flacco wurde zum MVP gewählt. Eine Besonderheit war, dass die Trainer beider Teams, John Harbaugh und Jim Harbaugh, Brüder sind.

### Saison 2013
Die Saison 2013 verlief enttäuschend und die Ravens beendeten die Regular Season mit 8 Siegen und 8 Niederlagen. Damit verpassten sie den Einzug in die Play-offs.

### Saison 2014
Am 8. September 2014 kündigten die Ravens den Vertrag mit Runningback Ray Rice, nachdem ein Video bekannt wurde, auf dem zu sehen ist, wie er seine Verlobte körperlich misshandelt. Rice wurde daher auch von der NFL auf unbestimmte Zeit gesperrt.
Die Regular Season verlief gut für die Ravens, mit einer Bilanz von 10 Siegen und 6 Niederlagen schafften sie es in die Wildcard Play-offs, wo sie mit 30:17 gegen die Pittsburgh Steelers gewannen. In der nächsten Runde, den Divisional Play-offs, unterlagen sie dann jedoch mit 31:35 gegen die New England Patriots.

### Saison 2015
Die Saison 2015 war die zwanzigste Saison der Ravens in der NFL und die achte unter Trainer John Harbaugh. Die Regular Season wurde mit einer Bilanz von 5 Siegen und 11 Niederlagen abgeschlossen. Mit dieser Bilanz erreichten sie den dritten Platz in der AFC North, jedoch qualifizierten sie sich nicht für die Teilnahme an den Play-offs.

### Saison 2016
In der Saison 2016 konnten sich die Ravens zwar auf acht Siege verbessern, ihre Niederlage in Woche 16 gegen den Divisionsrivalen Pittsburg Steelers hatte allerdings zur Folge, dass zum zweiten Mal hintereinander die Play-offs verpasst wurden.

### Saison 2017
Erstmals in der Geschichte der Franchise konnte man sich 2017 auch im dritten aufeinanderfolgenden Jahr nicht für die Play-offs qualifizieren, obgleich mit neun Siegen bei sieben Niederlagen immerhin wieder eine positive Bilanz erzielt werden konnte.

### Saison 2018
Nach dem verletzungsbedingten Ausfall von Joe Flacco in Woche 9 beförderten die Ravens den zu Anfang der Spielzeit an 32. Stelle des Drafts ausgewählten Lamar Jackson zum Starting Quarterback. Unter Jackson, der insbesondere durch unberechenbare Läufe für Furore sorgte, gelang eine fulminante Aufholjagd; sechs Siege bei nur einer Niederlage sorgten dafür, dass erstmals seit 2012 wieder der Divisions-Titel errungen werden konnte (10:6-Bilanz). In das Spiel gegen die Los Angeles Chargers ging Jackson als jüngster NFL-Quarterback, der jemals ein Play-off-Spiel bestritten hatte, konnte jedoch die 17:23-Niederlage nicht verhindern.
Am 11. Januar 2019 wurde Eric DeCosta zum neuen General Manager befördert. Der bisherige Stellvertreter folgt damit auf Ozzie Newsome.

## Besondere Spieler

### Ravens in der Pro Football Hall of Fame
| Pro Football Hall of Fame Mitglieder |                |          |                     |                   |
| Trikotnummer                         | Name           | Position | Für Baltimore Aktiv | Jahr der Aufnahme |
| 26                                   | Rod Woodson    | CB, S    | 1998–2001           | 2009              |
| 37                                   | Deion Sanders  | CB       | 2004–2005           | 2011              |
| 82                                   | Shannon Sharpe | TE       | 2000–2001           | 2011              |
| 75                                   | Jonathan Ogden | T        | 1996–2007           | 2013              |
| 52                                   | Ray Lewis      | LB       | 1996–2012           | 2018              |
| 20                                   | Ed Reed        | S        | 2002–2012, 2015     | 2019              |
| 14                                   | Devin Hester   | WR       | 2016                | 2024              |

### Trikotnummern, die nicht mehr vergeben werden
- Zurzeit keine.

### Baltimore Ravens Ring of Honor
Mit dem Baltimore Ravens Ring of Honor würdigen die Ravens seit 2001 Spieler, Trainer und Offizielle, welche sich um die Mannschaft besonders verdient gemacht haben. Die Namen der Mitglieder werden im M&T Bank Stadium zur Schau gestellt.

## Aktueller Kader
| Abkürzungen der Spieler-Positionen im American Football | Abkürzungen der Spieler-Positionen im American Football |
| ------------------------------------------------------- | --- |
| Offense                                                 | QB – Quarterback \| RB – Runningback \| FB – Fullback \| TE – Tight End \| E/WR – Wide Receiver \| T – Tackle \| G – Guard \| C – Center |
| Defense                                                 | DT – Defensive Tackle \| DE – Defensive End \| NT – Nose Tackle \| LB – Linebacker \| ILB – Inside Linebacker \| MLB – Middle Linebacker \| OLB – Outside Linebacker \| CB – Cornerback \| NB – Nickelback \| FS – Free Safety \| SS – Strong Safety |
| Special Teams                                           | K – Kicker \| P – Punter \| KS – Kicking Specialist \| KOS – Kickoff Specialist \| LS – Long Snapper \| RS – Return Specialist \| KOR/KR – Kick Returner \| PR – Punt Returner \| PP – Punt Protector                                                |

## Trainer (Head Coaches)
| #                | Name            | Zeitraum  | Regular Season | Regular Season | Regular Season | Regular Season | Regular Season | Play-offs | Play-offs | Play-offs | Erfolge/Auszeichnungen                            | Referenz |
| #                | Name            | Zeitraum  | Spiele         | S              | N              | UE             | Gewonnen%      | Spiele    | S         | N         | Erfolge/Auszeichnungen                            | Referenz |
| ---------------- | --------------- | --------- | -------------- | -------------- | -------------- | -------------- | -------------- | --------- | --------- | --------- | ------------------------------------------------- | -------- |
| Baltimore Ravens |                 |           |                |                |                |                |                |           |           |           |                                                   |          |
| 1                | Ted Marchibroda | 1996–1998 | 48             | 16             | 31             | 1              | 0,344          | –         | –         | –         |                                                   | [ 4 ]    |
| 2                | Brian Billick*  | 1999–2007 | 144            | 80             | 64             | 0              | 0,556          | 8         | 5         | 3         | Super Bowl XXXV                                   | [ 5 ]    |
| 3                | John Harbaugh*  | 2008–     | 276            | 172            | 104            | 0              | 0,623          | 24        | 13        | 11        | Super Bowl XLVII AP NFL Trainer des Jahres (2019) | [ 6 ]    |

| #         | Reihenfolge der Trainer                            |
| Spiele    | Spiele als Trainer                                 |
| S         | Siege                                              |
| N         | Niederlagen                                        |
| UE        | Unentschieden                                      |
| Gewonnen% | Siegquote                                          |
| *         | Ausschließlich bei den Ravens als Head Coach aktiv |

## Bilanzen und Rekorde
Baltimore Ravens/Zahlen und Rekorde stellt die Erstrunden Draft-Picks seit 1996 und wichtige Rekorde der Ravens dar.

## Alle Saisons seit 1996
| Saison   | Siege | Niederlagen | UE | Platzierung    | Play-off-Ergebnis |
| -------- | ----- | ----------- | -- | -------------- | --- |
| 1996     | 4     | 12          | 0  | 5. AFC Central | |
| 1997     | 6     | 9           | 1  | 5. AFC Central | |
| 1998     | 6     | 10          | 0  | 4. AFC Central | |
| 1999     | 8     | 8           | 0  | 3. AFC Central | |
| 2000     | 12    | 4           | 0  | 2. AFC Central | 21:3-Sieg gegen Denver Broncos Wildcard 24:10-Sieg gegen Tennessee Titans Divisional 16:3-Sieg gegen Oakland Raiders AFC Championship 34:7-Sieg gegen New York Giants Super Bowl                 |
| 2001     | 10    | 6           | 0  | 2. AFC Central | 20:3-Sieg gegen Miami Dolphins Wildcard 10:27-Niederlage gegen Pittsburgh Steelers Divisional |
| 2002     | 7     | 9           | 0  | 3. AFC North   | |
| 2003     | 10    | 6           | 0  | 1. AFC North   | 17:20-Niederlage gegen Tennessee Titans Wildcard |
| 2004     | 9     | 7           | 0  | 2. AFC North   | |
| 2005     | 6     | 10          | 0  | 3. AFC North   | |
| 2006     | 13    | 3           | 0  | 1. AFC North   | 6:15-Niederlage gegen Indianapolis Colts Wildcard |
| 2007     | 5     | 11          | 0  | 4. AFC North   | |
| 2008     | 11    | 5           | 0  | 2. AFC North   | 27:9-Sieg gegen Miami Dolphins Wildcard 13:10-Sieg gegen Tennessee Titans Divisional 14:23-Niederlage gegen Pittsburgh Steelers AFC Championship                                                 |
| 2009     | 9     | 7           | 0  | 2. AFC North   | 33:14-Sieg gegen New England Patriots Wildcard 3:20-Niederlage gegen Indianapolis Colts Divisional                                                                                               |
| 2010     | 12    | 4           | 0  | 2. AFC North   | 30:7-Sieg gegen Kansas City Chiefs Wildcard 24:31-Niederlage gegen Pittsburgh Steelers Divisional                                                                                                |
| 2011     | 12    | 4           | 0  | 1. AFC North   | 20:13-Sieg gegen Houston Texans Divisional 20:23-Niederlage gegen New England Patriots AFC Championship                                                                                          |
| 2012     | 10    | 6           | 0  | 1. AFC North   | 24:9-Sieg gegen Indianapolis Colts Wildcard 38:35-2OTSieg gegen Denver Broncos Divisional 28:13-Sieg gegen New England Patriots AFC Championship 34:31-Sieg gegen San Francisco 49ers Super Bowl |
| 2013     | 8     | 8           | 0  | 3. AFC North   | |
| 2014     | 10    | 6           | 0  | 3. AFC North   | 30:17-Sieg gegen Pittsburgh Steelers Wildcard 31:35-Niederlage gegen New England Patriots Divisional                                                                                             |
| 2015     | 5     | 11          | 0  | 3. AFC North   | |
| 2016     | 8     | 8           | 0  | 2. AFC North   | |
| 2017     | 9     | 7           | 0  | 2. AFC North   | |
| 2018     | 10    | 6           | 0  | 1. AFC North   | 17:23-Niederlage gegen Los Angeles Chargers Wildcard |
| 2019     | 14    | 2           | 0  | 1. AFC North   | 12:28-Niederlage gegen Tennessee Titans Divisional |
| 2020     | 11    | 5           | 0  | 2. AFC North   | 20:13-Sieg gegen Tennessee Titans Wildcard 3:17-Niederlage gegen Buffalo Bills Divisional |
| 2021 A 1 | 8     | 9           | 0  | 4. AFC North   | |
| 2022     | 10    | 7           | 0  | 2. AFC North   | 17:24-Niederlage gegen Cincinnati Bengals Wildcard |
| 2023     | 13    | 4           | 0  | 1. AFC North   | 34:10-Sieg gegen Houston Texans Divisional 10:17-Niederlage gegen Kansas City Chiefs AFC Championship                                                                                            |
| 2024     | 12    | 5           | 0  | 1. AFC North   | 28:14-Sieg gegen Pittsburgh Steelers Wildcard 25:27-Niederlage gegen Buffalo Bills Divisional |

Anmerkungen

## Eigentümer
Als Folge des angekündigten Umzuges der Cleveland Browns nach Baltimore einigten sich der Teambesitzer Art Modell, die NFL sowie die beiden Städte darauf, dass Art Modell für Baltimore ein neues Franchise der NFL erhielt. Das Unternehmen hinter dem Franchise wurde von Cleveland Browns Inc. in Baltimore Ravens Inc. umbenannt.
1999 erwarb der Luftfahrt-Unternehmer Steve Bisciotti für 275 Millionen Dollar 49 % der Anteile an den Ravens. Damit verbunden war das Recht im Zeitraum zwischen 2004 und 2006 die restlichen Anteile für 325 Millionen Dollar zu erwerben. Diese Option wurde im Januar 2004 genutzt und nach der Genehmigung durch die NFL zum 9. April 2004 wirksam.